# 酒井得元
酒井 得元（さかい とくげん、1912年1月14日 - 1996年11月22日）は、日本の仏教学者。駒澤大学名誉教授。学位は、文学博士。

## 略歴
愛知県名古屋市生まれ。1935年、駒澤大学仏教学科卒業。1936年、京都紫竹林学堂に入り京都大学文学部哲学科専科に3年間在学。1939年春、大本山總持寺に安居。後堂であった沢木興道老師に遭う。同年秋、大本山永平寺に安居。1941年、沢木老師の天暁禅苑（栃木県・大中寺。1944年10月解散）に入り、以後沢木老師に師事。1949年より駒澤大学に奉職。1957年、金沢市・大乗寺に宗立僧堂が開かれ、沢木老師と共に雲水を指導（1962年閉単）。
1969年『禅の実相』で文学博士（昭和44年2月26日）。1977年より1987年まで大本山永平寺眼蔵会講師。1987年 駒澤大学を退職、名誉教授。。
1996年11月22日、食道癌のため遷化。84歳。

## 著書
- 『講座佛教 第2巻 』（共著）大蔵出版 1958年
- 『日本の宗教 第3』（共著）宝文館 1962年
- 『禅に生きる沢木興道』誠信書房 1974年
- 『道元禅参究』筑摩書房 1976年
- 『沢木興道聞き書き』講談社学術文庫 1984年6月
- 『安心して悩め : 正法眼蔵現成公案提唱』酒井得元提唱録刊行会 1985年
- 『禅の生涯』誠信書房
- 『安心して悩め・正法眼蔵現成公案提唱』大法輪閣[3]
- 『正法眼蔵・摩訶般若波羅蜜の巻提唱』大法輪閣
- 『正法眼蔵・仏性の巻提唱』大法輪閣
- 『光明蔵三昧講話』大法輪閣 1991年3月
- 『日本の宗教三・曹洞宗』宝文館
- 『講座仏教Ⅱ禅の神髄』大蔵出版
- 『沢木興道全集』の解説  大法輪閣
- 『正法眼蔵　真実の求め』大法輪閣 1999年12月
- 『正法眼蔵　すべては仏のいのち　仏性の巻』大法輪閣 2003年3月
- 『正法眼蔵　現成公案の巻』大法輪閣  2005年6月
- 『正法眼蔵と坐禅　酒井得元老師著作集1』大法輪閣 2008年9月
- 『正法眼蔵と坐禅　酒井得元老師著作集2』大法輪閣 2009年10月
- 『坐禅の真実「正法眼蔵　坐禅儀」「大智禅師法語」提唱』大法輪閣 2017年10月